# عمادالدین حسن بن علی طبری
عمادالدین حسن بن علی بن محمد بن علی بن حسن طبری مازندرانی متکلم و فقیه شیعی امامی سدهٔ هفتم هجری است. اثر معروف او کامل بهائی است. برخی از آثار او عبارتند از: معارف الحقایق، عیون المحاسن، بضاعة الفردوس، جوامع الدلائل و الاصول فی امامة آل الرسول، العمدة در اصول و فروع، المنهج، مناقب الطاهرین و اربعین بهائی.